# Anne Theurillat
Anne Theurillat, née en 1952 à Monthey (Suisse), est une cinéaste et comédienne suisse qui a fait carrière à Paris et en Suisse.

## Biographie
Elle naît à Monthey dans le canton du Valais en 1952. Ses parents sont André Theurillat, peintre et professeur de dessin au collège de l’Abbaye de Saint Maurice/Valais et Léa née Gottsponer professeur de piano, diplômée du Conservatoire de Lausanne.

## Formations
Elle effectue ses études au Pensionnat Sainte Clotilde à Aigle en Suisse. Elle suit ensuite une formation de danseuse classique à Lausanne auprès de Jacqueline Farelly. Elle obtient un diplôme de professeur d'éducation musicale selon la méthode Edgar Willems aux conservatoires de Lausanne et de Delémont.
À Paris, elle fréquente durant 3 ans les cours Simon, du Studio 34, du Théâtre des Cinquante, de Sacha Pitoëff, Georges Werler et Andreas Voutzinas.

## Parcours professionnel
Elle débute comme danseuse classique dans le corps de ballet du Städtebundtheater de Hof-Saale en Allemagne.
Elle joue en tant que comédienne au théâtre à Paris, notamment dans Prométhée enchaîné, d’Eschyle au TEP, puis dans L’Asile, de Bratt et Anderson, avec une mise en scène de Georges Werler au Théâtre Paris-Villette.
Krzysztof Kieslowski lui donne[réf. nécessaire] un petit rôle au cinéma dans Trois couleurs : Rouge, dernier de la trilogie, « bleu, blanc, rouge ».
Elle interprète le rôle de Célestine dans Le journal d’une femme de chambre, d’Octave Mirbea au théâtre du Crochetan à Monthey et de Valère à Sion. Elle en signe également l’adaptation, avec une mise en scène de Georges Werler.
Elle enseigne la musique à l’École normale de Sion.
Elle réalise un premier court-métrage L’an 2000 à l’école, avec le soutien de la Télévision Suisse Romande.
La dame de Paris est son premier long-métrage de fiction, réalisé avec le soutien de l’Office fédéral de la Culture, la Télévision Suisse Romande l’INA, à Paris. Le film sort en salle en Suisse romande et est sélectionné aux festivals de Soleure, Locarno et Belfort.
Malévoz,, est son deuxième documentaire, après Illégitime, (2014, avec le soutien de Cinéforom.) Ces deux films sortent en salles en Suisse romande.
Elle écrit deux scénarios de long-métrage de fiction, « C’est toi la femme idéale » et « Un caprice », avec le soutien de la Télévision suisse romande, puis, Oujour, une pièce de théâtre avec le soutien de l’État du Valais et de la Fondation Pro Helvétia  et « Marches Nuptiales », trois nouvelles ré-adaptées pour la comédie musicale, sous le titre La jeune fille et l’amour. Les pièces sont mises en lecture scénique à Paris aux théâtres de la Huchette, du Petit Saint-Martin et Ciné 13 par Patrick Alluin.
De 2017 à 2018, elle tourne Gestation, ce qu'elle appelle « un essai filmique », composé de séquences brutes sans montage, qui est présenté en Suisse à la Médiathèque Valais-Martigny.
Elle donne des cours d'art dramatique à Sion, à Lausanne, à la Haute École d’études en sciences sociales, et à Paris, à l'École Claude Matthieu et au Celsa, à la Sorbonne.

## Thèmes abordés
À travers le théâtre, le cinéma, et la comédie musicale, elle explore la quête identitaire de chaque être humain dans son parcours de vie et l’influence des générations passées sur les réalisations et les aspirations des générations descendantes. Invitée par l'hôpital de Malevoz pour monter une comédie musicale, l'auteure cinéaste décide d'aller à la rencontre du monde hospitalier et réalise un documentaire, Malévoz,,.

## Prix et récompenses
- Prix d’encouragement, décerné par la Commission de la culture de l’État du Valais.
- Prime à la qualité attribuée par l’Office fédéral de la culture au film « La Dame de Paris »[15].
- Prix de fiction radio attribué à « Marches Nuptiales » par la Société suisse des auteurs. Elles sont mises en onde par Jean Chollet pour Espace 2[16].
- Prix de l’œuvre en cours d’écriture, attribué par la Société des auteurs dramatiques SACD, à Paris pour « La jeune fille et l’amour ».

## Sources
- Fonds : Anne Theurillat (1952-2015) [2,66 mètres].  Cote : CH AEV, Anne Theurillat. Sion : Archives de l'État du Valais (présentation en ligne).